# Дихлорид трикарбонилосмия
Дихлорид трикарбонилосмия — металлоорганическое соединение осмия с формулой Os(CO)3Cl2. При нормальных условиях представляет собой бесцветные кристаллы, плохо растворимые в воде.

## Получение
- Реакция хлорида осмия(III) и угарного газа при 120 °C и давлении 200 атм.

## Свойства
Дихлорид трикарбонилосмия образует бесцветное кристаллическое вещество, почти не растворяется в воде и кислотах. Плавится при 
270 °C, при нагревании выше 280 °C — разлагается. При прокаливании на воздухе превращается в четырёхокись осмия OsO4.